# Барбез
Барбе́з (фр. Barbaise) — коммуна во Франции, находится в регионе Шампань — Арденны. Департамент — Арденны. Входит в состав кантона Синьи-л’Аббеи. Округ коммуны — Шарлевиль-Мезьер.
Код INSEE коммуны — 08047.
Коммуна расположена приблизительно в 185 км к северо-востоку от Парижа, в 85 км севернее Шалон-ан-Шампани, в 16 км к юго-западу от Шарлевиль-Мезьера.

## Население
Население коммуны на 2008 год составляло 105 человек.
| 1962 | 1968 | 1975 | 1982 | 1990 | 1999 | 2008 |
| ---- | ---- | ---- | ---- | ---- | ---- | ---- |
| 42   | 69   | 75   | 96   | 115  | 106  | 105  |

## Экономика

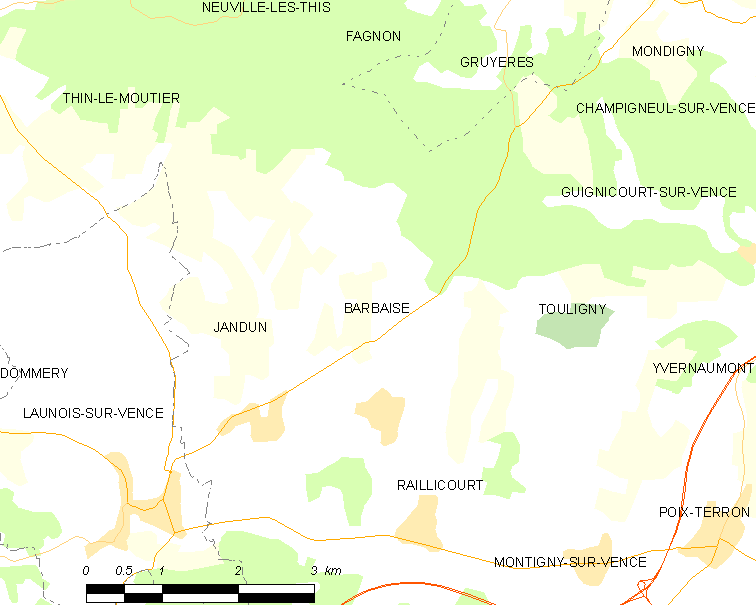
Карта коммуны

В 2007 году среди 64 человек в трудоспособном возрасте (15—64 лет) 50 были экономически активными, 14 — неактивными (показатель активности — 78,1 %, в 1999 году было 72,9 %). Из 50 активных работали 49 человек (24 мужчины и 25 женщин), безработной была 1 женщина. Среди 14 неактивных 3 человека были учениками или студентами, 6 — пенсионерами, 5 были неактивными по другим причинам.